# Kukavica
Kukavica (Servisch: Кукавица) is een berg in Centraal-Servië nabij de stad Vladičin Han. De top, genaamd Vlajna, heeft een hoogte van 1442 meter. Hier bevindt zich een weerstation en een militaire basis, die er in de geschiedenis feitelijk ook al was, omdat er een Romeinse en later Turkse nederzetting met strategisch doel stond.
Op de hellingen van de Kukavica, die voornamelijk begroeid is met beuken, afgewisseld met weiden, komen wilde zwijnen en herten voor. 

## Toppen
De Vlajna is de hoogste top met 1442 meter, andere punten zijn Valjovska Cuka (1207 m), Tumba (1192 m), Furnište (1370 m), Tikva (1405 m), Bukovski Cuka (1386 m) en Cuka Orlova (1306 m). 

## Rivier
Op de westelijke helling ontspringt de rivier de Veternica (Ветерница)), verder wordt de Kukavica begrensd door de linkeroever van de Južna Morava.